# クラウン (紋章学)

エスカッシャン
フィールド
サポーター
モットー (スコットランド)
クレスト
リース
マント
ヘルメット
クラウン/コロネット
コンパートメント
チャージ
オーディナリー
モットー
画像ファイル（環境により文字がずれることもあります）

クラウン（英: Crown）は、 国王や皇帝などの君主と王族並びに貴族にのみ特に許された紋章の構成要素であり、紋章の所持者の地位及び爵位等の位階を示す。紋章冠（もんしょうかん）とも言う。王国でただ1つの王冠及び国王以下の爵位を示す小冠は、厳しい規則の下で使用される。ただし、ベルギー王国の場合のように、若干の君主は、紋章に描かれたものと同じ王冠の実物を持たないこともある。
クラウンは、神々又は彫像、例えばカルマパ・ラマのブラック・クラウンのようなそれらの具象によって宗教的な地位または崇拝のシンボルとしてもしばしば使われ、時折その信者によってより広範な使用のための模造品が使われる。
クラウンは、その所有者の地位を意味するために紋章の中に置かれるほか、エスカッシャンの中のコモン・チャージであることもある。

## 階級の証
紋章の所有者が男爵又はそれ以上の爵位、及び数ヵ国の世襲騎士の称号を持つ者である場合、エスカッシャンの上に爵位を示す小冠を示すことがあり、イギリスの紋章学では通常ヘルメットの下に置かれ、大陸ヨーロッパの紋章学ではクレストがあれば、クレストより上に置かれる。
この場合、クラウンの形は厳しい規則に従う。国王の紋章には、ノルウェーのそれのように国王の冠を示すことがある。これらの冠の形は、それぞれの国の国王や貴族の実際の冠の形に影響を受け、紋章には戴冠式で戴く実際の冠を忠実に模写したものをそのまま描くのが一般的である。

## イギリス連邦
英語では、正式には、コロネットという語が君主以外のすべての貴族の冠のために使われるのに対し、クラウンという語は君主のクレストを飾る冠のみに使われる。ただ、王太子はクラウン・プリンスと呼ばれているにもかかわらず、その冠はクラウンと呼ばれたり、コロネットと呼ばれたり統一されていない。
イギリスの貴族階級において、ドイツやフランスなどの他の地域の紋章の伝統もそうであるように、コロネットのデザインはその所有者の階級を示す。一目して判る各冠の特徴は、王族の冠にのみフラ・ダ・リが飾られていること、公爵の冠はイチゴの葉飾りのみであること、侯爵と伯爵の冠はイチゴの葉飾りと真珠の両方が飾られていること、子爵と男爵の冠は真珠のみが飾られていることである。公爵冠は8枚のイチゴの葉飾りを持ち、侯爵冠は4枚のイチゴの葉飾りと、実際には真珠ではないが、「パール（真珠）」と呼ばれる4個の銀色の球を、伯爵冠は8枚のイチゴの葉飾りと8個のパールを、子爵冠は18個のパールを、そして、男爵冠は6個のパールを持っている。慣習的にコロネットを戴く権利がある者は彼らの紋章のエスカッシャンの上、ヘルメットやクレストの下にそれを示すため、コロネットは特定の紋章の所有者を知るうえで役に立つ手掛かりとなる。
イギリス王室のメンバーは、彼らの紋章の上にコロネットを持っており、即位式でそれを身につけることがある。図示したもの以外に、プリンセス・ロイヤル（国王の長女）や国王の甥や姪のコロネットもある。これらは、チャールズ2世がフランスでその贅沢な宮廷スタイルの様式を得て亡命生活から戻り、王政復古した直後の1661年に彼が作った規則に従っており、君主との王子の関係に応じて変化する（ルイ14世はその年ベルサイユで記念碑的な業績を始めた）。時折、さらなる勅許状が特定の個人のために冠のデザインを変えることがある。

国王（聖エドワード王冠）
国王（テューダー朝）
スコットランド王冠
皇太子（法定推定相続人）
王子・王女（国王の子）
王子・王女（皇太子の子）
王子・王女（国王のその他の孫）
王子・王女（国王の娘の子）
公爵
侯爵
伯爵
子爵
男爵
キング・オブ・アームズ

カナダの紋章学において、コロネットは英国支持派 (United Empire Loyalists) からの出自を示すのに用いられる。ローヤリスト・シヴィル・コロネットはすべてのローヤリストによって使われる一方、ローヤリスト・ミリタリー・コロネットはアメリカ独立戦争の際に英国支持派の連隊に仕えた祖先を意味するが、ローヤリスト・コロネットは紋章だけで使われ、決して身につけられることはない。

ローヤリスト・ミリタリー・コロネット（カナダ）
ローヤリスト・シヴィル・コロネット（カナダ）

## 大陸ヨーロッパ
極めて多くの伝統とこれらのいくつかに多くのバリエーションがあるため、あり余る程の種類のコンチネンタル・コロネットがある。いくつかのコロネットがイギリス連邦の伝統の中に存在しない位階のためのものもある。
古い、すなわち王国時代のフランスの紋章学では、16世紀以前には階級を示すコロネットは用いられておらず、小冠は3本に見えるクロスが取り付けられた金属の環であった。なお、このタイプの実物にかぶる小冠は見つかっていない。しばしば、コロネットはヘルメットによって代えられるか、ヘルメットにつけられるだけである。

### 神聖ローマ帝国（ドイツ語圏）

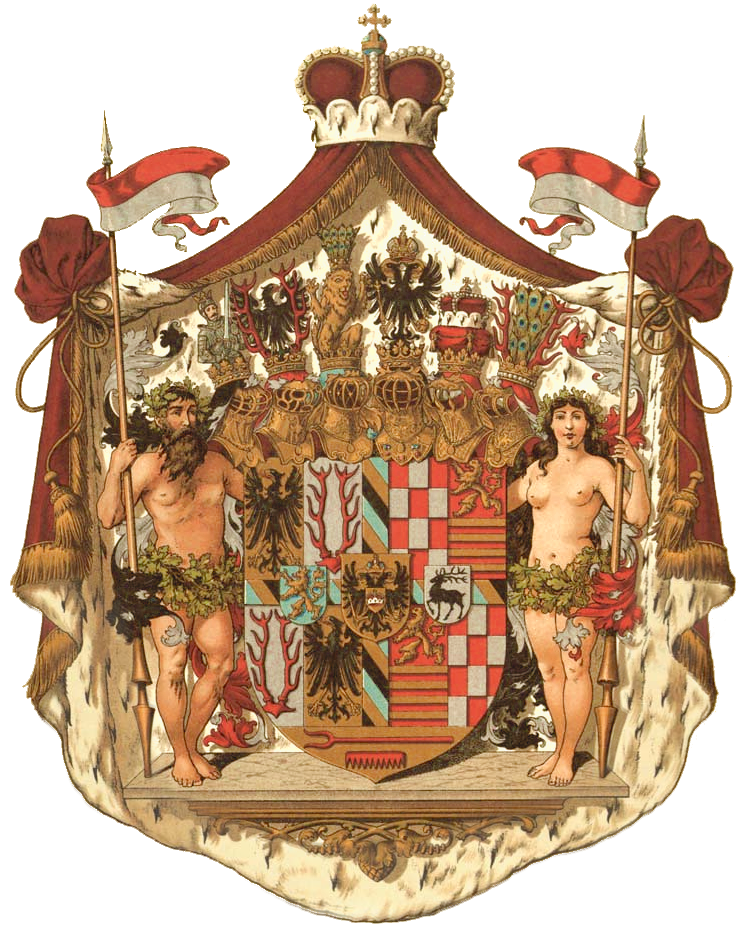
シュヴァルツブルク＝ゾンダースハウゼン侯国の紋章。公爵（フュルスト）の帽子 (Furstenhut) がある。

神聖ローマ帝国とそれに連なるオーストリア、ドイツなどの国では、デザインは異なっているものの、イギリスと酷似したシステムを用いていた。
より下位の貴族又は騎士 (Laubkrone) のための通常の貴族冠 (Adelskrone) は、典型的に5つに見える先端に真珠を飾った8本の枝を特徴とする宝石のある金の環である。それらの中央と外側の枝は通常は葉であるが、他は真珠が先端に置かれる。しばしばバイエルンとヴルッテムベルク (Württemberg) のような南部の州では、すべての枝の先端に真珠が置かれる。男爵冠 (Freiherrnkrone) は、真珠と7本（実物は12本）の枝を示す。伯爵冠 (Grafenkrone) は、真珠を伴う9本（実物は16本）の枝を示す。より古い家のいくつかは、5枚の葉と4つの真珠を示している小冠を使っていた。いくつかの従属する郡と、小さな公国は彼らと通常の伯爵とを区別した他のタイプの小冠を持っていた。侯爵冠に類似している王子冠 (Furstenkrone) は、宝石と5枚（実物は8枚）の葉を伴う金の環と、頂点にインペリアル・グローブ (imperial globe) を持つ3本に見えるアーチに囲まれている深紅の帽子である。公爵のコロネット (Herzogskrone) は、5枚（実物は8枚）の葉を伴う金の環と、5本のアーチを持ち、アーチの間に、深紅の布が見える。
神聖ローマ帝国の非常に宗教的な性質を考慮すると、つかの間のナポレオン時代の国を除き、紋章学の大陸宗教的なシステムは、歴史的にはイギリスのクラウンのようにそれほど手際よく管理されなかったと言うことができる。しかし、例えばしばしば神聖ローマ帝国につながるスウェーデン、デンマーク又はロシアのような、クラウンとコロネットの使用を含む伝統がある。大部分の言語がコロネットを指す特定の語を持たず、それぞれ単に冠を意味する語を用いるが、それらの冠のうちどちらが貴族の爵位かより低い位階の使用のために決めることがあり得、このように類推作用によって小冠と呼ばれることができる。

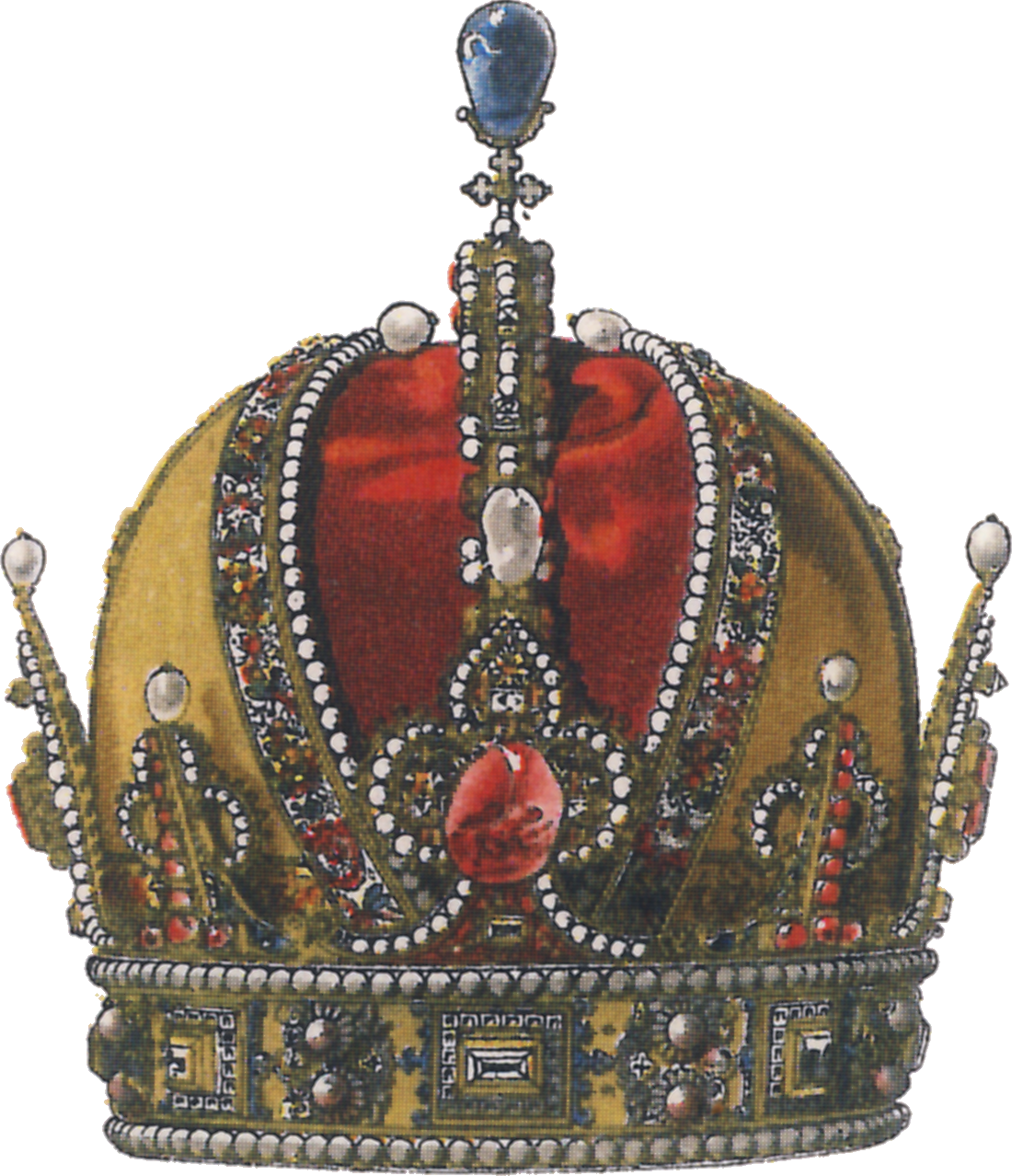
オーストリア帝国皇帝
ドイツ帝国皇帝
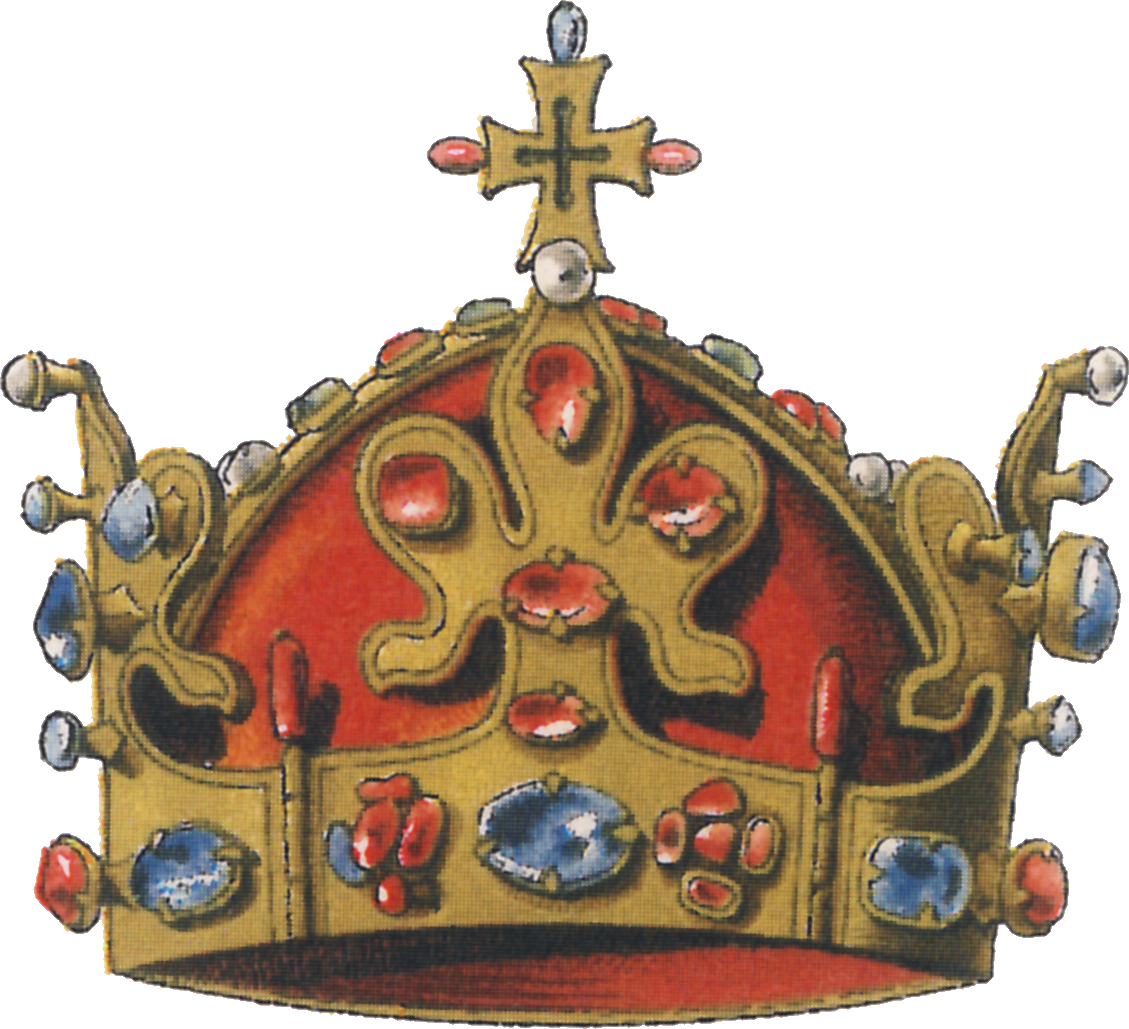
ボヘミア王
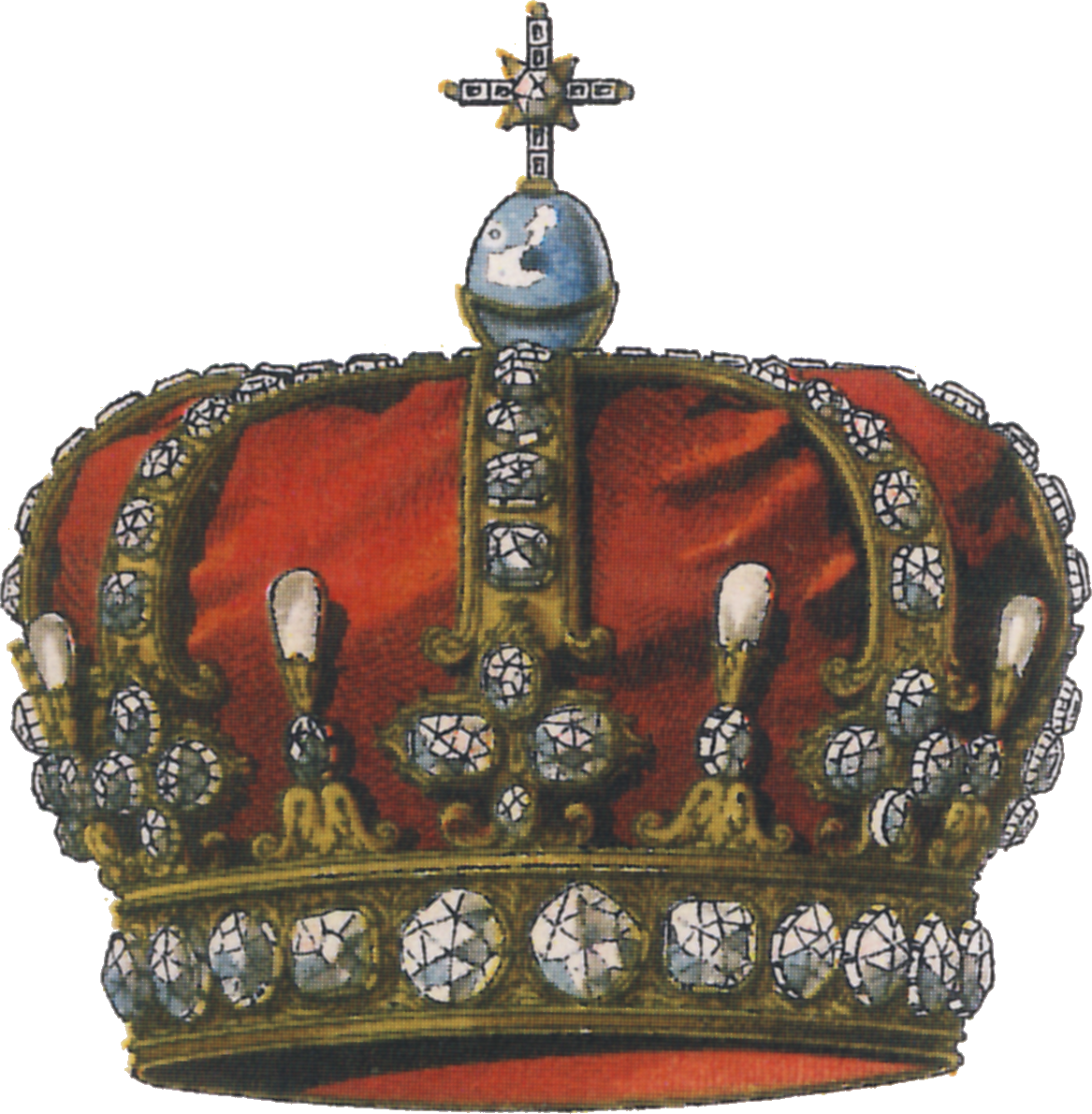
プロイセン王
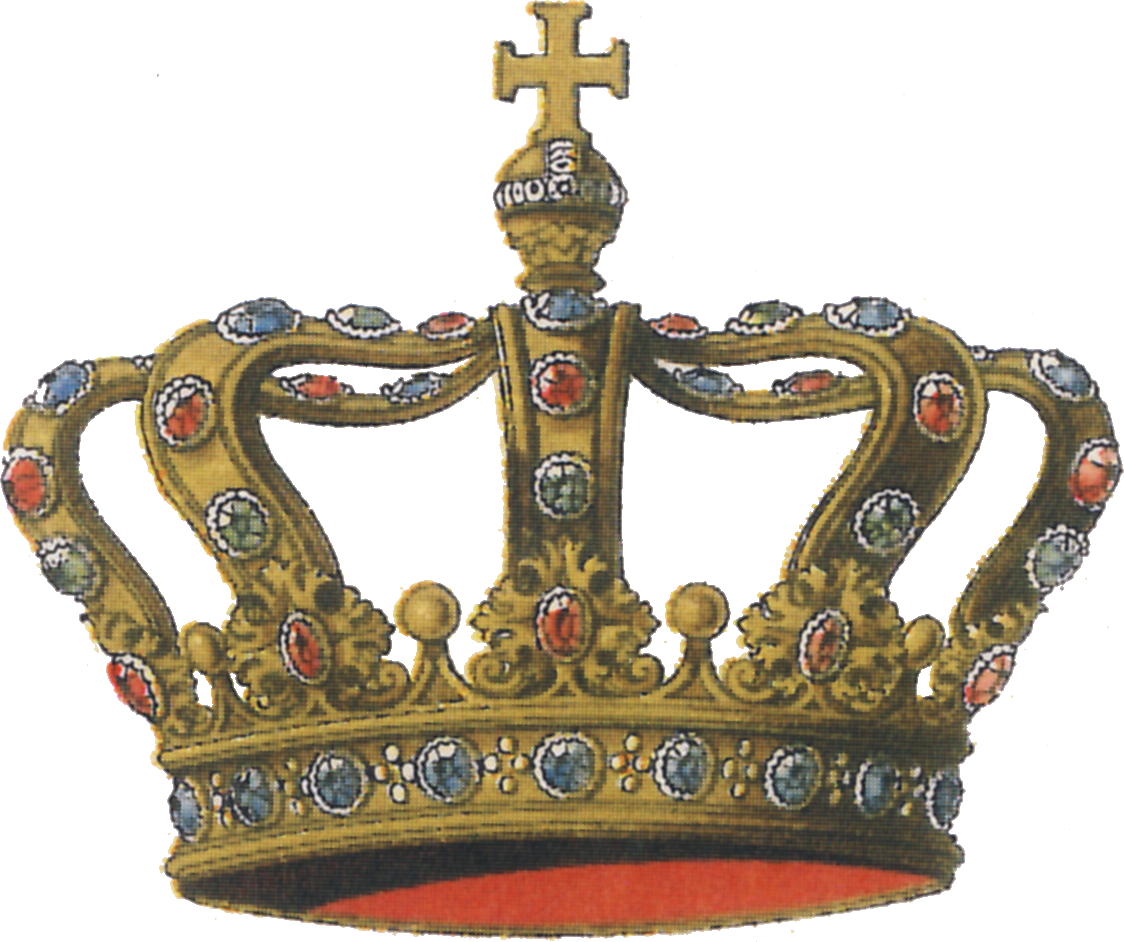
バイエルン大公
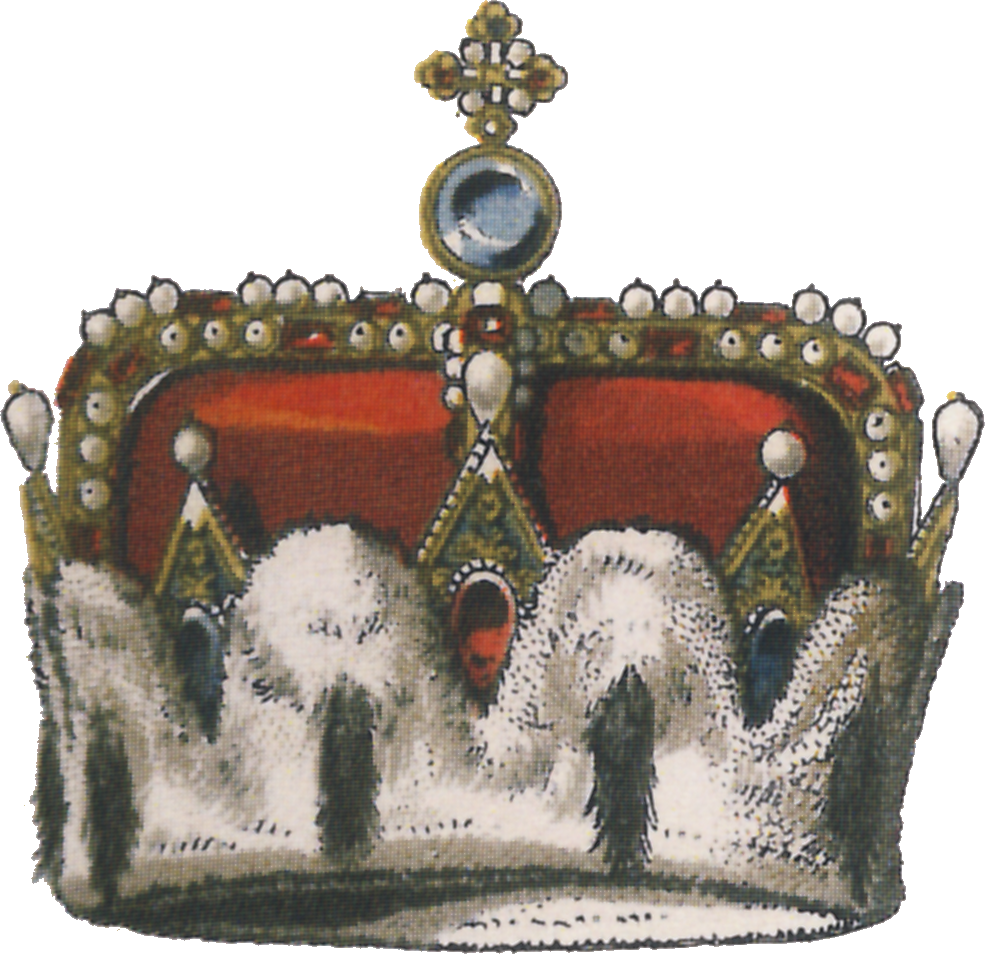
オーストリア大公
伯爵
伯爵（旧）
男爵
男爵（旧）
貴族冠（新）
貴族冠（旧）

### ベルギー

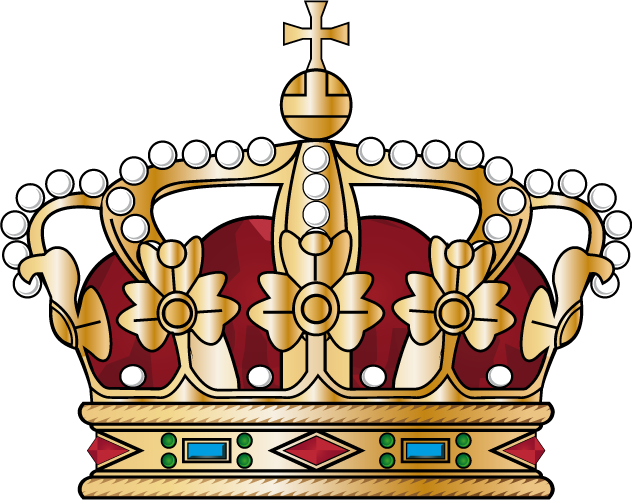
国王
王子
公爵
侯爵
伯爵
伯爵（旧）
子爵
男爵
男爵（旧）
世襲騎士

### デンマーク

国王
皇太子
王子（王族）
侯爵
貴族冠

### フランス

#### 王国時代

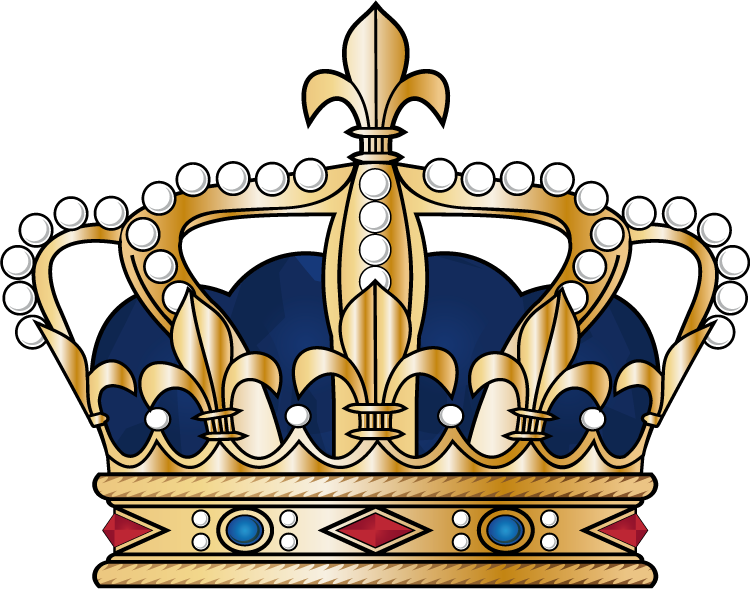
国王
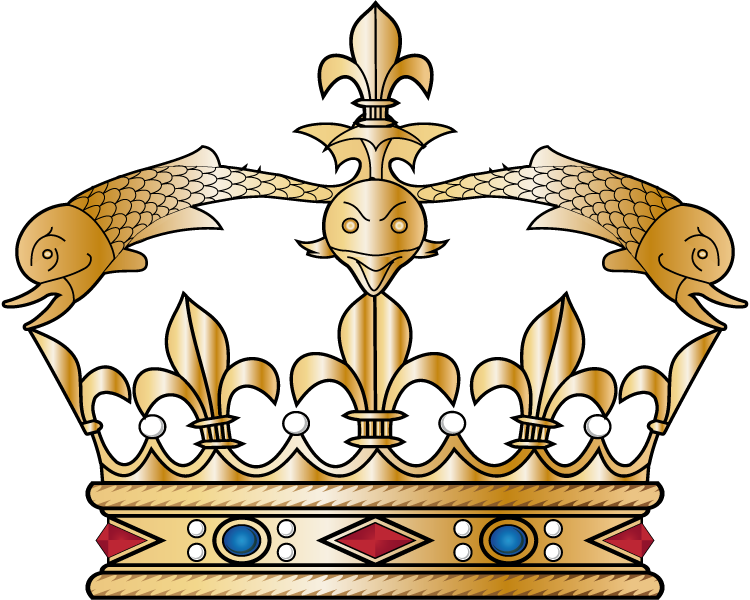
王太子
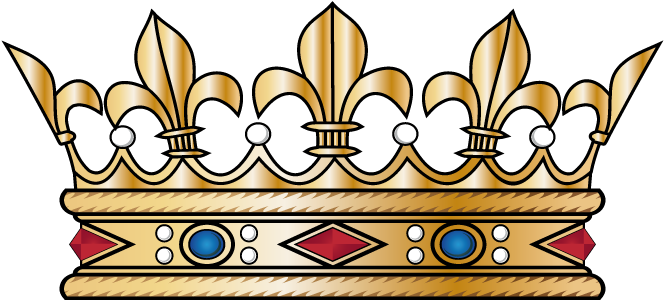
王子
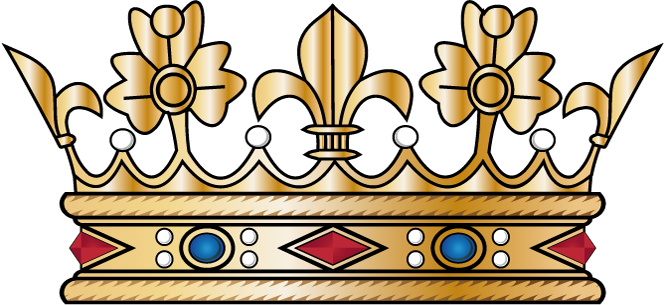
王家一門
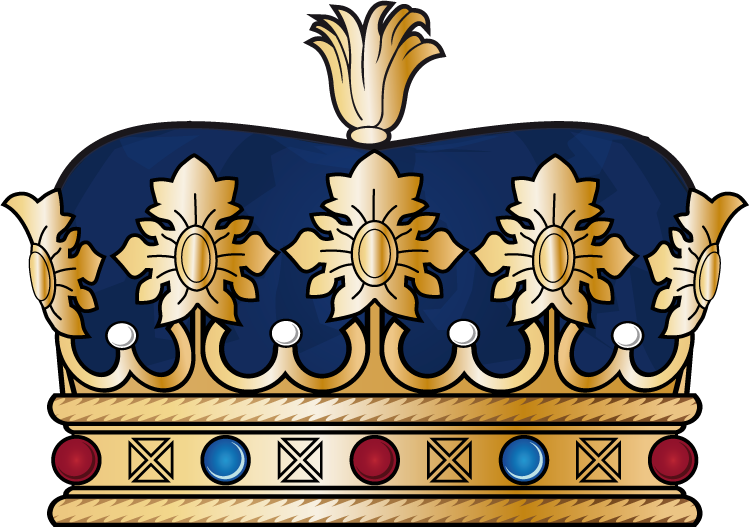
フランス公爵
公爵
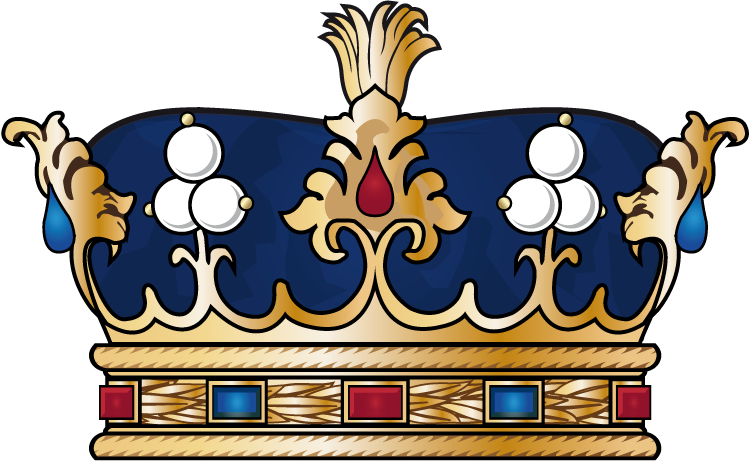
フランス侯爵
侯爵
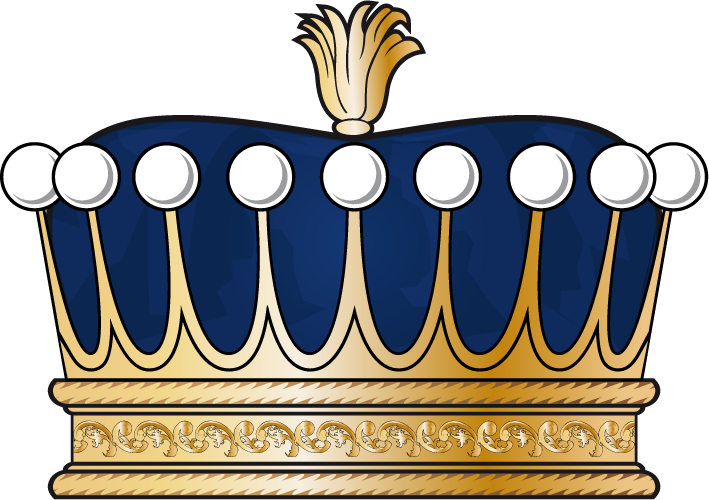
フランス伯爵
伯爵
伯爵（旧）
子爵
男爵
バナレット騎士

#### ナポレオン帝国

皇帝
皇太子
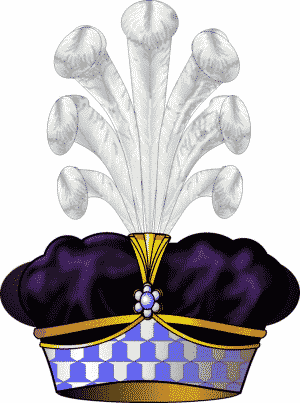
王子
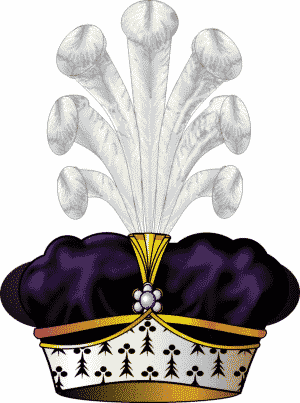
公爵
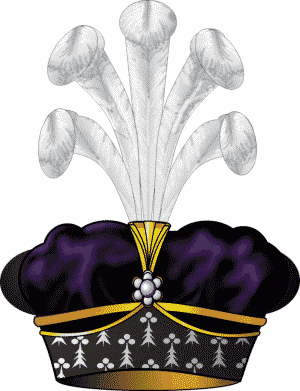
伯爵
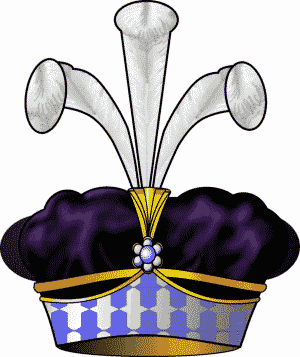
男爵
騎士

### イタリア王国 (1861 - 1946)

国王
皇太子
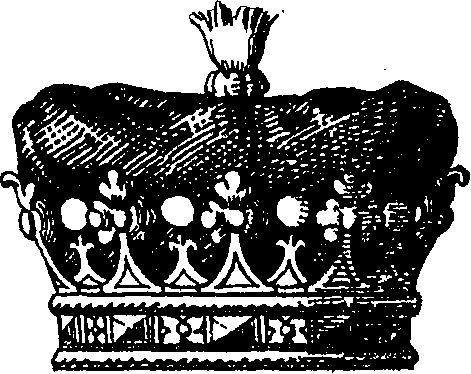
王子（王族）
公爵
侯爵
伯爵
子爵
男爵
貴族
世襲騎士
上流階級（パトリシアン）

### オランダ

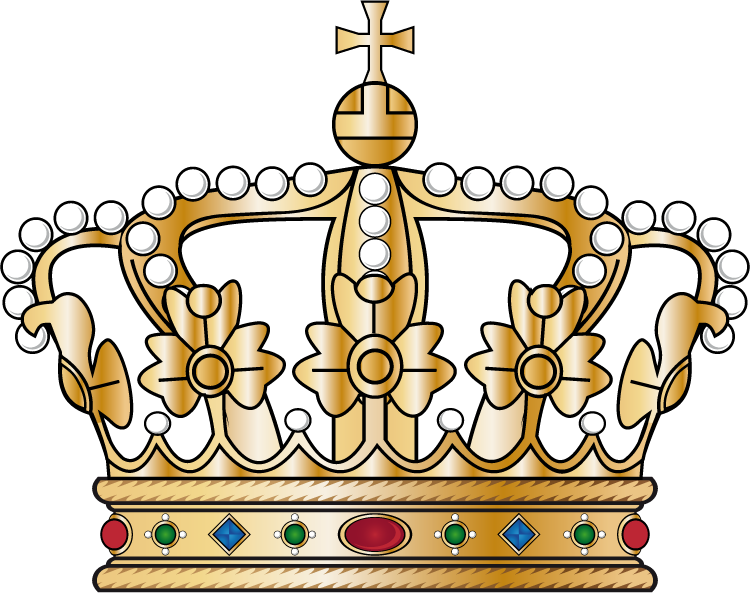
国王
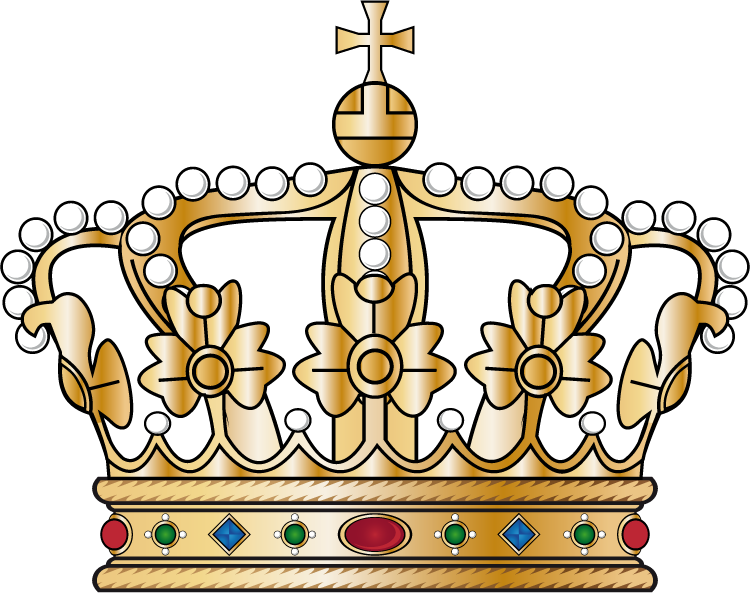
王子（王族）
王子（王族以外）
公爵
侯爵
伯爵（新）
伯爵（別）
子爵
男爵
世襲騎士
貴族冠

### ノルウェー

国王
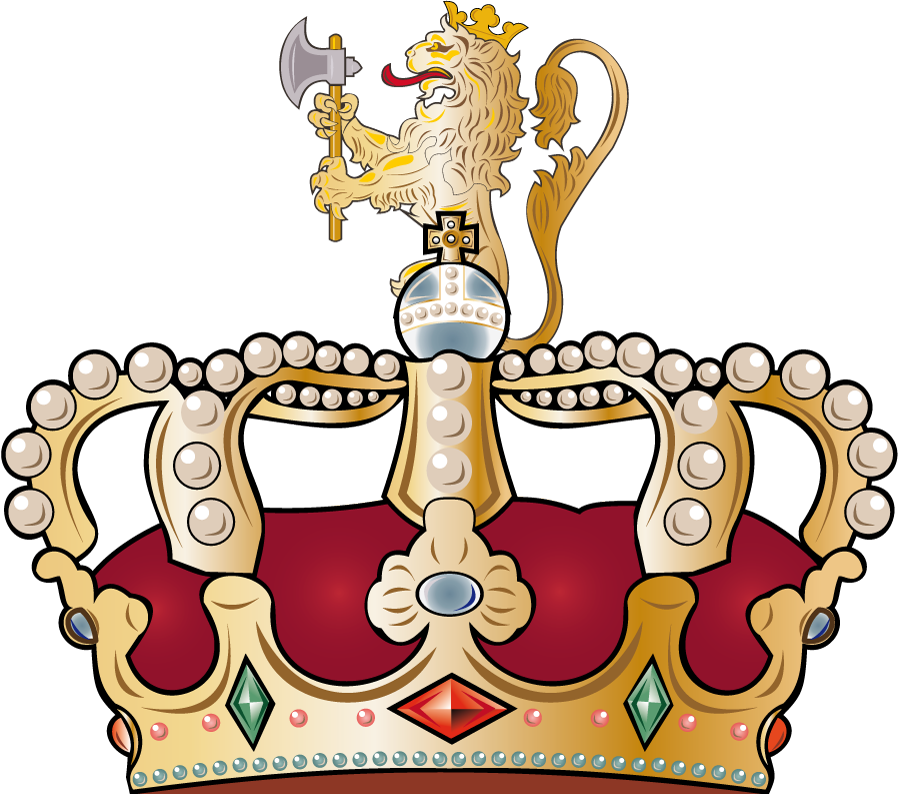
国王（1905年）
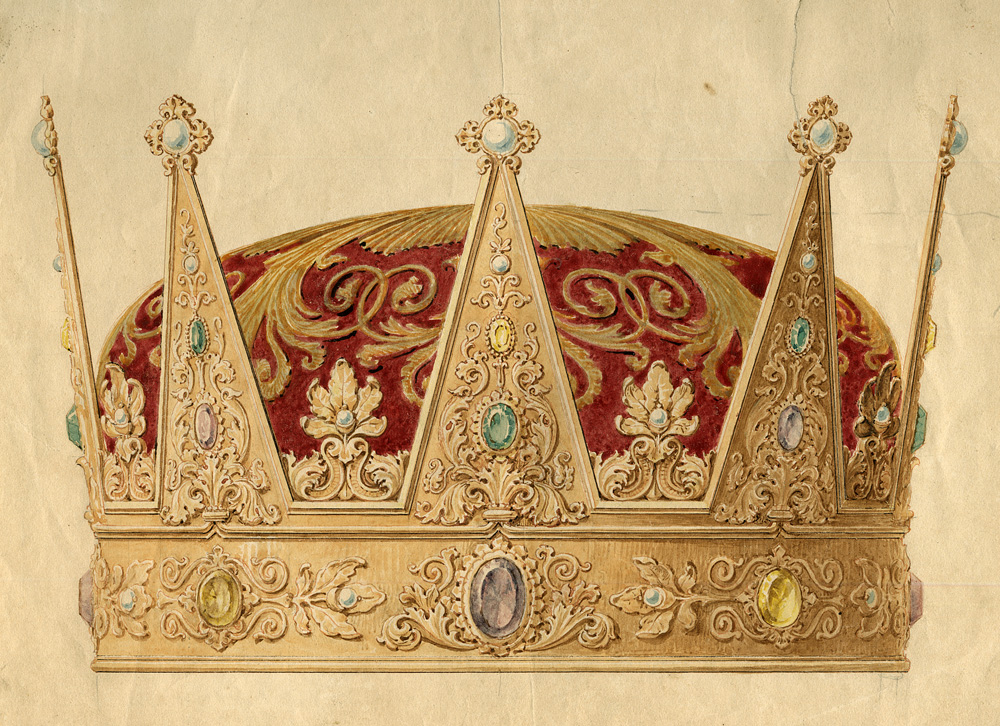
皇太子
伯爵
男爵
貴族冠

### ロシア

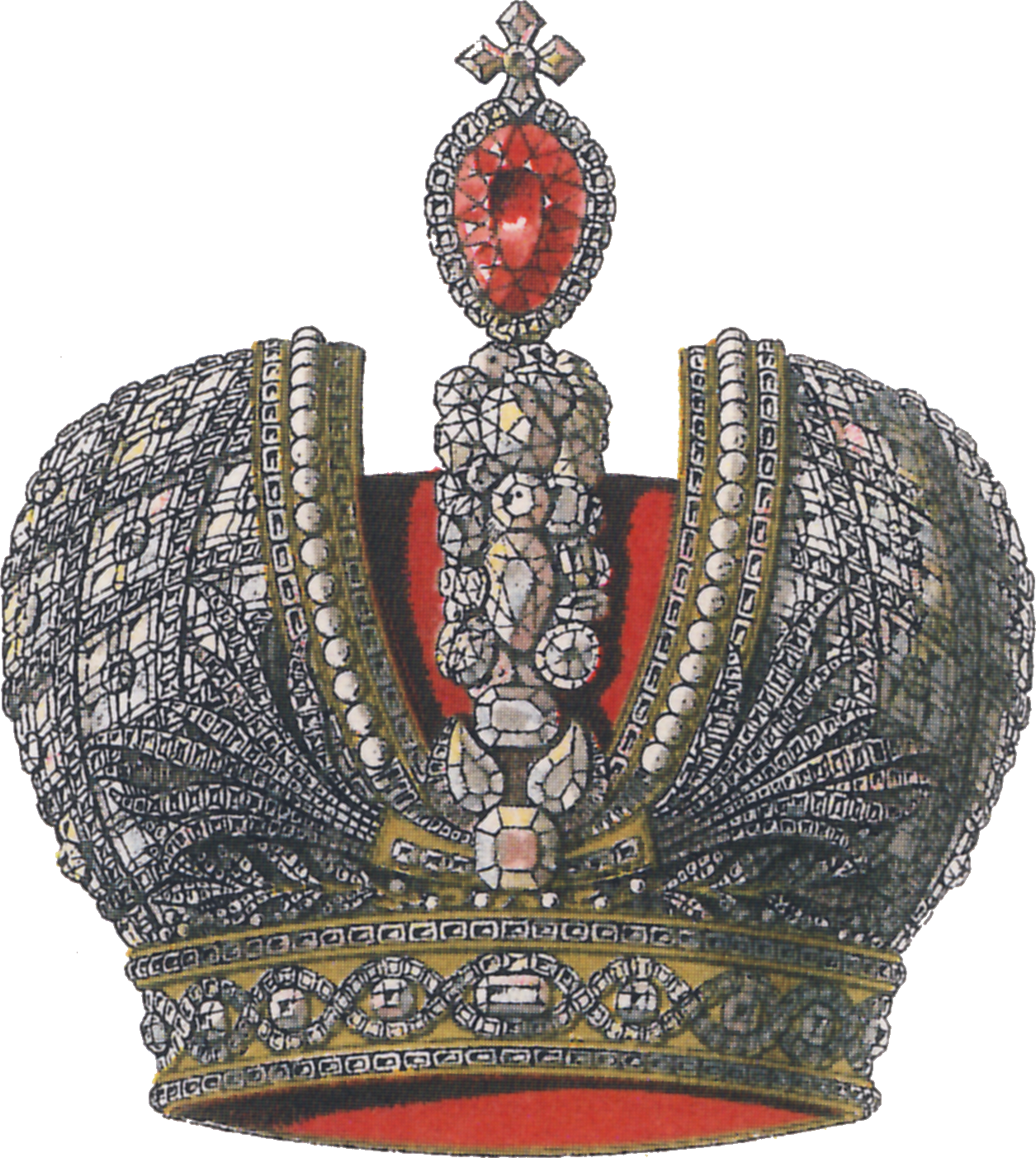
ツァーリ
王子
伯爵
男爵
男爵（別）
貴族冠

### スペイン

国王
皇太子
王子
グランデ
公爵
侯爵
伯爵
子爵
男爵
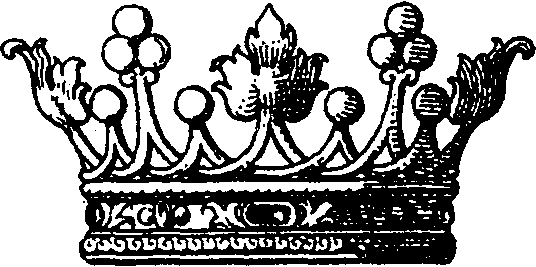
騎士（カバレロ）

### スウェーデン

国王
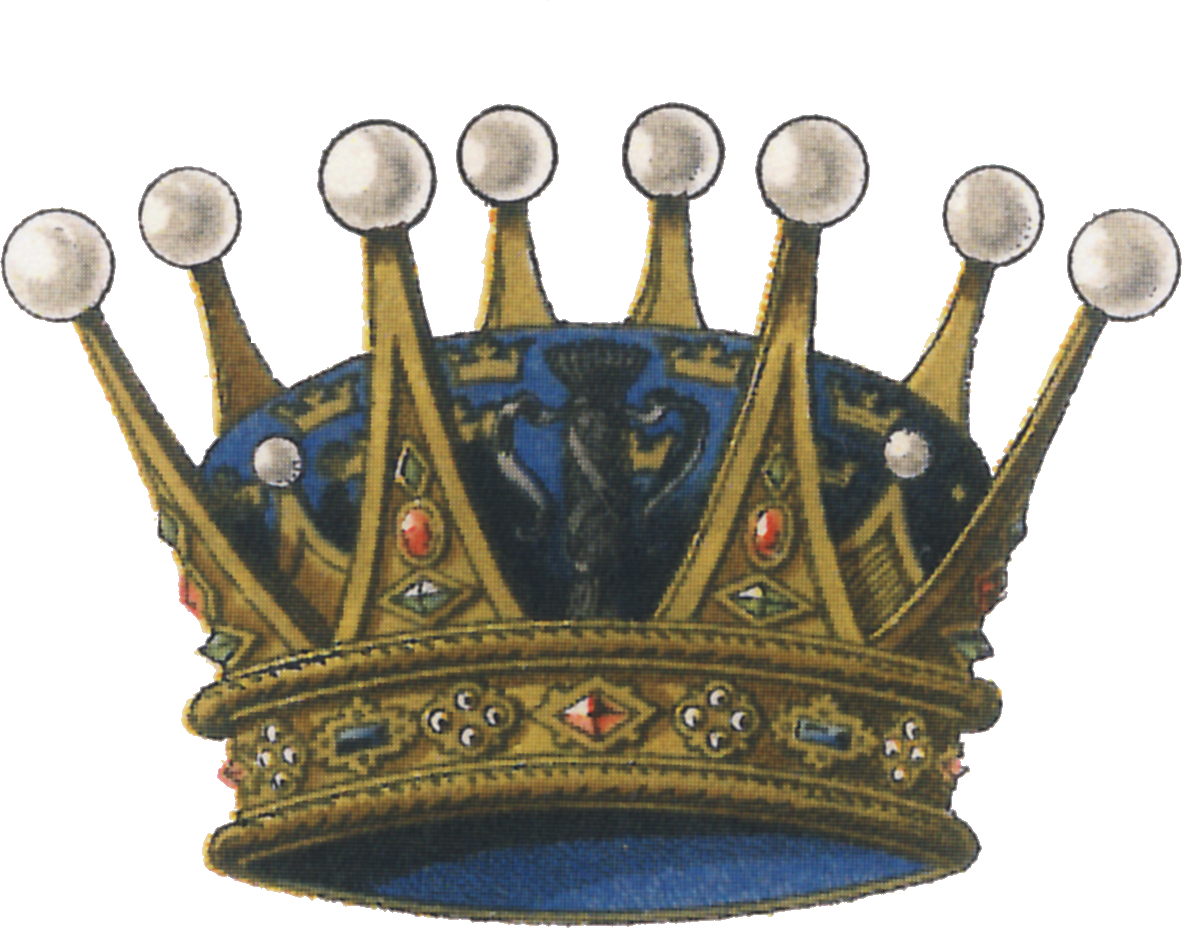
皇太子
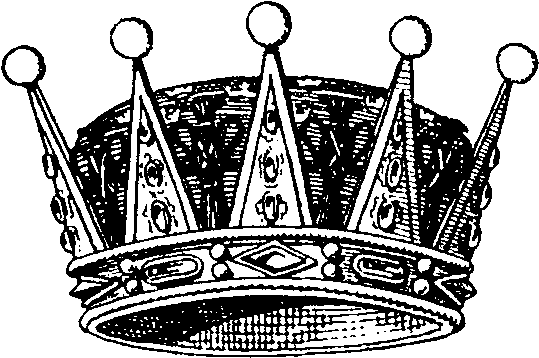
公爵
伯爵
男爵
貴族冠